# Figura zaszczytna
Figura zaszczytna (fr. pièce honorable) bądź geometryczna (fr. géometrique) – element tarczy herbu. Jest typem godła heraldycznego, kategoryzowanym pod kątem cech zewnętrznych i godności.
Figury zaszczytne są jednym z popularniejszych w zachodnioeuropejskiej heraldyce godeł heraldycznych, jednocześnie stosunkowo rzadkie w rodzimych polskich herbach.
Określa się tym mianem wszelkie figury powstałe z podziału tarczy herbowej, sięgające jej brzegów. Jedyną figurą zaszczytną nie stykającą się z brzegiem tarczy jest otok. Figury zaszczytne obowiązuje zasada alternacji, czyli umieszczania godła w kolorze metalu na barwie (lub na odwrót), lecz często spotyka się odstępstwa od tej reguły, np. figury typu w polu błękitnym słup czerwony itp.
Godła te mogą być w polu tarczy multiplikowane, zwykle przy zmniejszonej szerokości, co daje w efekcie np. pasiaste tło herbu (przy powtórzonym kilka razy pasie bądź prędze). Wówczas jednak figury te przestają być zaszczytnymi. W krajach o rozbudowanym języku blazonowania, np. Francji, Anglii każdy taki dodatkowy wariant podstawowej figury ma własną, ścisłą nazwę.
Nazwa figury zaszczytne jest dawną nazwą polskiej heraldyki i może być dziś nieco myląca. Figura zaszczytna zastosowana w herbie nie musi i zazwyczaj nie oznacza  jego udostojnienia.

## Przykłady figur zaszczytnych spotykanych w polskich herbach

skraj
głowica
krokiew
krzyż
pas
rosocha
skos
słup
pobocznica

## Przykłady figur zaszczytnych spotykanych we francuskich herbach

kanton
champagne
encoeur
escarre
franc-quartier
giron
orle
sautoir